# Maciej Ambrosiewicz
Maciej Ambrosiewicz (ur. 24 maja 1998 w Gdyni) – polski piłkarz występujący na pozycji pomocnika w polskim klubie Bruk-Bet Termalica Nieciecza.

## Życiorys
W czasach juniorskich trenował w Arce Gdynia i czeskim MFK Karviná. W 2016 roku został piłkarzem Górnika Zabrze. W Ekstraklasie zadebiutował 15 lipca 2017 w wygranym 3:1 meczu z Legią Warszawa. Grał w nim przez pełne 90 minut. W 2019 roku podpisał kontrakt z Wisłą Płock.